# Elecciones generales de Jersey de 2002
Elecciones generales tuvieron lugar en 2002 en Jersey para tanto senadores como diputados a los Estados de Jersey.

## Senadores
- Philip Ozouf: 14 442
- Wendy Kinnard: 12 230
- Paul Routier: 11 687
- Mike Vibert: 10 624
- Len Norman: 10 192
- Frank Walker: 9 377
- Guy de Faye: 7 576
- Terry McDonald: 7 488
- Corrie Stein: 7 303
- Geraint Jennings: 4 667
- Chris Whitworth: 1 982
- Adrian Walsh: 1 846
- Robert Perdiz: 1 201

- Electorado: 46 613
- Votos totales: 21 056
- Votos nulos: 44
- Participación electoral: 45,2%